# Höherer Kommandeur der Flak-Ersatzregimenter
Der Höhere Kommandeur der Flak-Ersatz-Regimenter war eine Dienststelle der deutschen Luftwaffe während des Zweiten Weltkrieges auf Divisionsebene.

## Aufstellung, Auftrag und Auflösung
Die Aufstellung erfolgte am 4. Juni 1941. Unterstellt war die Dienststelle dabei dem General der Flakartillerie beim Reichsminister der Luftfahrt und Oberbefehlshaber der Luftwaffe. Das Stabsquartier befand sich in Berlin. Einziger Divisionskommandeur war Oberst, später Generalmajor Hans-Jürgen von Witzendorff. Primäraufgabe des Divisionsstabes war die operative Führung aller Flakersatzregimenter 1 bis 7. Ferner war er für die Art und Weise der Ausbildung der Flakersatzregimenter zuständig. Am 15. April 1944 wurde die Dienststelle in den Stab der Flak-Ersatz-Division umgewandelt.